# ليون جان
ليون جان (بالفرنسية: Léon Jean)‏ هو سياسي فرنسي، ولد في 25 يناير 1901، وتوفي في 12 ديسمبر 1986. حزبياً، نشط في French Section of the Workers' International ‏. وقد انتخب نائب فرنسي.